# リカルド・コルドバ
リカルド・コルドバ（Ricardo Cordoba、1982年10月11日 - ）は、パナマのプロボクサー。元WBA世界スーパーバンタム級レギュラー王者。

## 来歴
2000年9月23日、パナマ・ダビッドでデビュー戦を行い、フセイン・サンチェスに1回TKO勝利を収めた。
2001年7月13日、アレックス・サーベドラと空位のFECARBOXスーパーフライ級王座を争い、9回TKO勝ちを収めて王座を獲得した。
2001年11月16日、ダビス・アロセメナに3-0の判定勝ちを収めて、FECARBOX王座の初防衛に成功するとともに空位のパナマ同級王座を獲得した。
2002年1月30日、階級をバンタム級に上げて空位のパナマバンタム級王座をマルコス・サンチェスと争い、3回KO勝ちを収めて王座の獲得に成功した。その後、再びスーパーフライ級に戻す。
2003年10月3日、ダビス・アロセメナと再戦し、3回TKO勝ちを収めてパナマスーパーフライ級王座2度目の防衛に成功すると同時に空位のWBCラテンアメリカ同級王座を獲得した。
2004年3月16日、再びバンタム級に階級を上げて空位のWBCラテンアメリカバンタム級王座をセルヒオ・ゴンザレスと争い、1回TKO勝ちを収めて王座の獲得に成功した。
2004年5月25日、NABA北米スーパーバンタム級ならびにパナマ同級王者で後のWBA・IBF世界スーパーバンタム級統一王者セレスティーノ・カバジェロ（パナマ）と対戦し、10回にダウンを奪った末に3-0の判定勝ちを収めて両王座を獲得した。その後、NABA王座は返上した。
2004年12月3日、カルロス・メザを迎えてWBCラテンアメリカバンタム級王座の初防衛戦を行い、4回にダウンを奪われたものの12回TKO勝ちを収めて初防衛に成功した。
2005年8月31日、WBA世界バンタム級暫定王座決定戦にてプーンサワット・クラティンデーンジム（タイ）と対戦するも、1-2（118-111、113-116、114-116）の判定負けを喫するとともに王座の獲得に失敗し、初黒星となった。
2005年12月10日、ヨグリ・ヘレラを迎えてWBCラテンアメリカバンタム級王座の2度目の防衛戦を行い、3-0の判定勝ちを収めて2度目の防衛に成功するとともに、空位のWBAフェデラテン同級王座を獲得した。
2006年3月11日、ドイツのカラー・ライン・アレーナにてWBA世界バンタム級王者ウラジミール・シドレンコに挑戦するも、0-1のドローで王座獲得ならず。
2007年3月17日、ドイツにてWBA世界バンタム級王者ウラジミール・シドレンコに再挑戦するも、0-1のドローでまたしても王座獲得ならず。
2008年9月18日、パナマのコンベンション・センターにて元IBF世界バンタム級王者ルイス・アルベルト・ペレスとWBA世界スーパーバンタム級暫定王座決定戦で対戦し、3-0（118-110、117-111が2者）の判定勝ちを収めて王座の獲得に成功した。
2008年11月21日、正規王者セレスティーノ・カバジェロがIBF世界スーパーバンタム級王者のスティーブ・モリターを破りIBF王座を獲得してWBAの規定によりスーパー王者へ昇格したため、コルドバはレギュラー王者に昇格した。
2009年3月21日、敵地アイルランドに出向いてバーナード・ダン（アイルランド）を迎えての初防衛戦を行うも、3回に1度のダウンを奪われた末に11回に3度のダウンを喫してレフェリーストップ。11回TKO負けを喫して初防衛に失敗し王座から陥落した。
2010年11月13日、テキサス州カウボーイズ・スタジアムにて行われたマニー・パッキャオVSアントニオ・マルガリートの前座において、WBA世界スーパーバンタム級暫定王座決定戦で、WBA同級1位のギレルモ・リゴンドウ（キューバ）と対戦。4回に先にダウンを奪われるものの、6回にリゴンドウからプロ初のダウンを奪い返す。しかし、その後アウトボクシングに徹したリゴンドウを攻めきれず、1-2（114-112、112-114、109-117）の判定負けを喫し王座返り咲きに失敗した。
2012年3月31日、パナマにてWBCラテンフェザー級王座を懸けてエデュアルド・ガルシア（メキシコ）と対戦し、5回KO勝ちを収めて王座を獲得した。

## 獲得タイトル
- FECARBOXスーパーフライ級王座
- パナマスーパーフライ級王座
- パナマバンタム級王座
- パナマスーパーバンタム級王座
- WBCラテンアメリカスーパーフライ級王座
- WBCラテンアメリカバンタム級王座
- NABA北米スーパーバンタム級王座
- WBAフェデラテンバンタム級王座
- WBAフェデラテンスーパーバンタム級王座
- WBA世界スーパーバンタム級暫定王座（防衛0→レギュラー王座昇格）
- WBA世界スーパーバンタム級レギュラー王座（防衛0）